# کاپل (راینلاند-فالتس)
کاپل (به آلمانی: Kappel) یک منطقه‌ی مسکونی در آلمان است که در راین-هونسروک واقع شده‌است. کاپل ۵۱۴ نفر جمعیت دارد.